# Sarah Lavin
Sarah Lavin, née le 28 mai 1994 à Lisnagry, est une athlète irlandaise spécialiste du 100 mètres haies.

## Biographie
En 2021, elle descend pour la première fois sous les 13 secondes sur 100 m haies en 12 s 95. Elle est éliminée dès les séries lors des Jeux olympiques de Tokyo.
Elle se classe 7e du 60 m haies lors des championnats du monde en salle 2022 puis se classe 5e du 100 m haies lors des championnats d'Europe de Munich après avoir porté son record personnel à 12 s 79 en demi-finale.
En 2023, elle termine 6e du 60 m haies des championnats d'Europe en salle d'Istanbul, puis obtient sur 100 m haies en juin 2023 la médaille de bronze des Championnats d'Europe par équipes alors que l'équipe d'Irlande évolue en troisième division. Le 2 juillet 2023 à Stockholm, elle porte son record personnel à 12 s 73.
Aux championnats du monde de Budapest, elle bat en 12 s 62 le record d'Irlande, que détenait Derval	O'Rourke depuis 2010, mais ce temps ne suffit pas pour accéder à la finale.
Elle est nommée porte-drapeau de la délégation irlandaise aux Jeux olympiques d'été de 2024 à Paris aux côtés du golfeur Shane Lowry

## Palmarès

### International
| Date | Compétition                       | Lieu     | Résultat | Épreuve     | Temps   |
| ---- | --------------------------------- | -------- | -------- | ----------- | ------- |
| 2013 | Championnats d'Europe juniors     | Rieti    | 2e       | 100 m haies | 13 s 34 |
| 2022 | Championnats du monde en salle    | Belgrade | 7e       | 60 m haies  | 8 s 09  |
| 2022 | Championnats d'Europe             | Munich   | 5e       | 100 m haies | 12 s 86 |
| 2023 | Championnats d'Europe en salle    | Istanbul | 6e       | 60 m haies  | 8 s 03  |
| 2023 | Championnats d'Europe par équipes | Chorzów  | 3e       | 100 m haies | 12 s 82 |
| 2024 | Championnats du monde en salle    | Glasgow  | 5e       | 60 m haies  | 7 s 91  |

### National
- Championnats d'Irlande d'athlétisme :
  - 100 m haies : titrée en 2013, 2014, 2017, 2018, 2019, 2021, 2022, 2023, 2024
- Championnats d'Irlande d'athlétisme en salle :
  - 60 m haies : titrée en 2013, 2014, 2016, 2022, 2023, 2024

## Records
| Épreuve     | Marque       | Lieu       | Date             |
| ----------- | ------------ | ---------- | ---------------- |
| 60 m haies  | 7 s 90       | Glasgow    | 3 mars 2024      |
| 100 m haies | 12 s 62 (NR) | Budapest   | 23 août 2023     |
| 100 m       | 11 s 27      | Bellinzone | 4 septembre 2023 |